# ボルダリング・ジャパンカップ

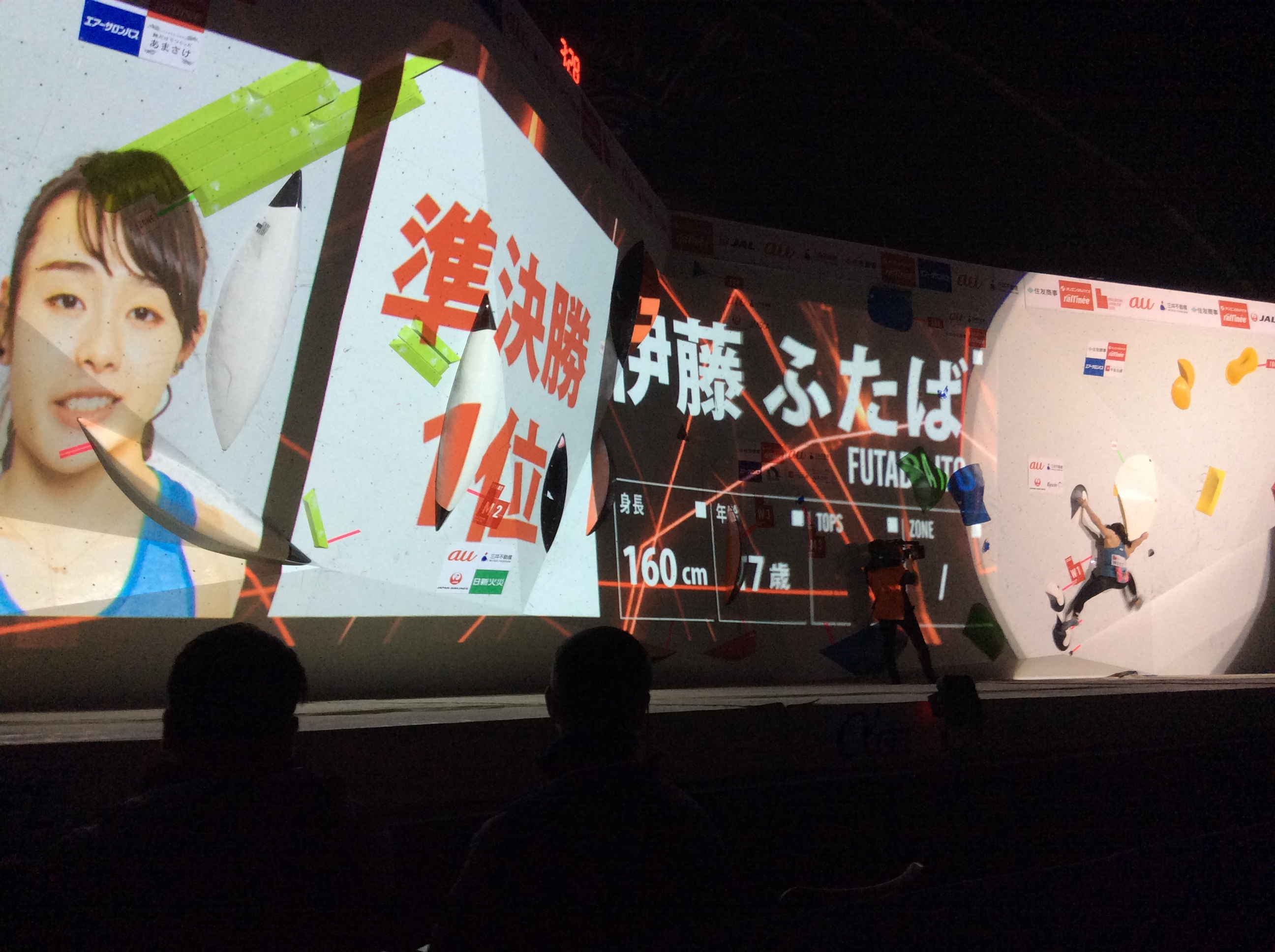

ボルダリング・ジャパンカップは、日本山岳・スポーツクライミング協会が主催する、スポーツクライミング全国大会のうちボルダリング種目を扱うものである。新しい大会として、2005年から始まった。

## 概要
公益社団法人日本山岳・スポーツクライミング協会が主宰し、ボルダリングの日本一を決める大会。第1回から第9回までは女子は野口啓代が9連覇した。第12回では中学生2年生の伊藤ふたばが優勝し、最年少記録を更新。男子は第11回まで複数回優勝者が出なかったが、第11回・第12回・第13回において藤井快が連覇した。

## 開催履歴
| 回 | 年月日        | 開催地                                        | 女子優勝   | 男子優勝 |
| -- | ------------- | --------------------------------------------- | ---------- | -------- |
| 1  | 2005. 9.23-24 | 兵庫県神戸市 アシックス・アトリウム           | 野口啓代   | 茂垣敬太 |
| 2  | 2006.12.23-24 | 埼玉県加須市 加須市民体育館                   | 野口啓代   | 村岡達哉 |
| 3  | 2007.12.1-2   | 大分県竹田市 県立竹田高等学校                 | 野口啓代   | 渡辺数馬 |
| 4  | 2009.2.28-3.1 | 埼玉県川越市 ロッククラフト川越               | 野口啓代   | 杉田雅俊 |
| 5  | 2009.11.21-22 | 埼玉県深谷市 深谷クライミングビレッジ         | 野口啓代   | 堀創     |
| 6  | 2011.2.26-27  | 長崎県長崎市 旧長崎南商業高校体育館           | 野口啓代   | 清水淳   |
| 7  | 2012.2.25-26  | 長崎県長崎市 旧長崎南商業高校体育館           | 野口啓代   | 新田龍海 |
| 8  | 2013.2.23-24  | 東京都世田谷区 駒沢オリンピック公園屋内球技場 | 野口啓代   | 安間佐千 |
| 9  | 2014.2.22-23  | 静岡県静岡市 クライミングJAM 東静岡           | 野口啓代   | 山内誠   |
| 10 | 2015.2.21-22  | 埼玉県深谷市 深谷クライミングビレッジ         | 田嶋あいか | 杉本怜   |
| 11 | 2016.1.30-31  | 埼玉県加須市 加須市民体育館                   | 野口啓代   | 藤井快   |
| 12 | 2017.1.28-29  | 東京都渋谷区 国立代々木競技場第二体育館       | 伊藤ふたば | 藤井快   |
| 13 | 2018.2.3-4    | 駒沢オリンピック公園屋内球技場                | 野口啓代   | 藤井快   |
| 14 | 2019.1.26-27  | 駒沢オリンピック公園屋内球技場                | 野中生萌   | 石松大晟 |
| 15 | 2020.2.8-9    | 駒沢オリンピック公園屋内球技場                | 伊藤ふたば | 原田海   |
| 16 | 2021.1.30-31  | 駒沢オリンピック公園屋内球技場                | 森秋彩     | 藤井快   |
| 17 | 2022.2.5-6    | 三重県四日市市 四日市ドーム                   | 倉菜々子   | 楢﨑智亜 |
| 18 | 2023.2.4-5    | 駒沢オリンピック公園屋内球技場                | 伊藤ふたば | 楢﨑明智 |